# Josh Rivera
Joshua Andrés Rivera (Los Angeles, 1 de maio de 1995), mais conhecido como Josh Rivera, é um ator americano. Ele é mais conhecido por interpretar Chino em West Side Story e Sejanus Plinth em The Hunger Games: The Ballad of Songbirds and Snakes.

## Filmografia

### Cinema
| Ano  | Título                                               | Papel          |
| ---- | ---------------------------------------------------- | -------------- |
| 2021 | West Side Story                                      | Chino          |
| 2023 | Cat Person                                           | Dave           |
| 2023 | Inhabitants                                          | Francis        |
| 2023 | The Hunger Games: The Ballad of Songbirds and Snakes | Sejanus Plinth |

### Televisão
| Ano  | Título                                 | Papel           | Notas        |
| ---- | -------------------------------------- | --------------- | ------------ |
| 2024 | American Sports Story: Aaron Hernandez | Aaron Hernandez | 10 episódios |

### Teatro
| Ano  | Título   | Papel | Notas    |
| ---- | -------- | --- | -------- |
| 2017 | Hamilton | Marquis de Lafayette / Thomas Jefferson / James Madison / Hercules Mulligan / John Laurens / Philip Hamilton | Broadway |